# キングオブプロレスリング (プロレス興行)
KING OF PRO-WRESTLING（キング・オブ・プロレスリング）は、新日本プロレスが主催するプロレス興行。また、同興行を扱うPPVの名称である。

## 概要
- 毎年、両国国技館において10月の第2月曜日（体育の日）に開催されており、秋のビッグマッチの一つとされている。
- 興行名に用いられている「KING OF PRO-WRESTLING」は、トレーディングカードゲームのキングオブプロレスリングが由来となっている。
- 2011年までの同興行における名称は「ディストラクション（DESTRUCTION）」であったが、2012年より改称された[1]。
- 2014年からこの興行で年内のIWGPヘビー級選手権試合とG1 CLIMAX優勝者によるIWGP挑戦権利書争奪戦は最後となりこの大会の結果を受けて東京ドーム大会のメインイベントが確定する。

## 試合結果

### 2012年
| 第1試合 30分1本勝負 ■ 中西学復帰戦                               |                                             |                                                          |
| ●中西学 永田裕志 ストロングマン                                  | 11分29秒 裏霞                               | 矢野通○ 飯塚高史 石井智宏                                |
| 第2試合 60分1本勝負 ■ IWGPジュニアタッグ選手権試合               |                                             |                                                          |
| ○ロッキー・ロメロ アレックス・コズロフ (第33代王者組)            | 14分55秒 回転エビ固め                       | KUSHIDA● アレックス・シェリー (挑戦者組)                 |
| ※王者組が2度目の防衛に成功                                       |                                             |                                                          |
| 第3試合 60分1本勝負 ■ IWGPジュニアヘビー級選手権試合             |                                             |                                                          |
| ●飯伏幸太 (第64代王者)                                           | 17分05秒 雪崩式キークラッシャー →片エビ固め | ロウ・キー○ (挑戦者)                                     |
| ※挑戦者が第65代王者となる                                        |                                             |                                                          |
| 第4試合 60分1本勝負 ■ IWGPタッグ戦選手権試合                     |                                             |                                                          |
| 天山広吉 ●小島聡 (第60代王者組)                                  | 12分47秒 キラーボム →エビ固め               | ランス・アーチャー デイビーボーイ・スミスJr.○ (挑戦者組) |
| ※挑戦者組が第61代王者組となる                                    |                                             |                                                          |
| 第5試合 30分1本勝負                                              |                                             |                                                          |
| ●内藤哲也                                                        | 05分41秒 レフェリーストップ                 | 高橋裕二郎○                                              |
| 第6試合 30分1本勝負                                              |                                             |                                                          |
| 真壁刀義 ●井上亘                                                 | 07分10秒 PK →片エビ固め                     | 桜庭和志 柴田勝頼○                                       |
| 第7試合 60分1本勝負 ■ 東京ドームIWGPヘビー級王座挑戦権利証争奪戦 |                                             |                                                          |
| ○オカダ・カズチカ (権利証保持者)                                 | 16分26秒 レインメーカー →片エビ固め         | カール・アンダーソン● (挑戦者)                           |
| 第8試合 60分1本勝負 ■ IWGPインターコンチネンタル選手権試合       |                                             |                                                          |
| ○中邑真輔 (第4代王者)                                            | 15分12秒 ボマイェ →片エビ固め               | 後藤洋央紀● (挑戦者)                                     |
| ※王者が2度目の防衛に成功                                         |                                             |                                                          |
| 第9試合 60分1本勝負 ■ IWGPヘビー級選手権試合                     |                                             |                                                          |
| ○棚橋弘至 (第58代王者)                                           | 29分22秒 ハイフライフロー →片エビ固め       | 鈴木みのる● (挑戦者)                                     |
| ※王者が4度目の防衛に成功                                         |                                             |                                                          |

### 2013年
| 第0試合 20分1本勝負                                                                        |                                               |                                                                 |
| ○中西学 スーパー・ストロング・マシン 獣神サンダー・ライガー タイガーマスク                 | 08分28秒 上からドン！ →片エビ固め             | 飯塚高史 YOSHI-HASHI 外道 邪道●                                 |
| 第1試合 60分1本勝負 ■ IWGPジュニアタッグ選手権試合                                         |                                               |                                                                 |
| ●ロッキー・ロメロ アレックス・コズロフ (第35代王者組)                                      | 07分27秒 タイチ式外道クラッチ                 | TAKAみちのく タイチ○ (挑戦者組)                                 |
| ※挑戦者組が第36代王者組となる                                                              |                                               |                                                                 |
| 第2試合 30分1本勝負                                                                        |                                               |                                                                 |
| ●矢野通                                                                                    | 07分09秒 ゴッチ式パイルドライバー →片エビ固め | 鈴木みのる○                                                     |
| 第3試合 30分1本勝負 ■ 天山広吉復帰戦&渡辺高章壮行試合                                      |                                               |                                                                 |
| 天山広吉 ●渡辺高章                                                                         | 11分48秒 キラーボム →体固め                   | ランス・アーチャー○ デイビーボーイ・スミスJr.                   |
| 第4試合 30分1本勝負 ■ スペシャル6人タッグマッチ～飯伏幸太 新日本プロレス所属第1戦～        |                                               |                                                                 |
| 真壁刀義 ●本間朋晃 飯伏幸太                                                                | 10分37秒 ガンスタン →片エビ固め               | プリンス・デヴィット カール・アンダーソン○ バッドラック・ファレ |
| 第5試合 30分1本勝負 ■ スペシャルシングルマッチ                                             |                                               |                                                                 |
| ●石井智宏                                                                                  | 15分47秒 PK →片エビ固め                       | 柴田勝頼○                                                       |
| 第6試合 30分1本勝負 ■ スペシャルシングルマッチ                                             |                                               |                                                                 |
| ○永田裕志                                                                                  | 10分25秒 バックドロップホールド               | 桜庭和志●                                                       |
| 第7試合 60分1本勝負 ■ 東京ドーム・IWGPヘビー級王座挑戦権利証争奪戦&NEVER無差別級選手権試合 |                                               |                                                                 |
| ○内藤哲也 (権利証保持者/第2代NEVER王者)                                                    | 16分35秒 プルマブランカ                       | 高橋裕二郎● (挑戦者)                                            |
| 王者が権利証を獲得。並びにNEVER王座初防衛に成功                                            |                                               |                                                                 |
| 第8試合 60分1本勝負 ■ IWGPインターコンチネンタル選手権試合                                 |                                               |                                                                 |
| ○中邑真輔 (第6代王者)                                                                      | 16分18秒 ボマイェ →体固め                     | 丸藤正道● (挑戦者)                                              |
| ※王者が2度目の防衛に成功                                                                   |                                               |                                                                 |
| 第9試合 60分1本勝負 ■ IWGPヘビー級選手権試合                                               |                                               |                                                                 |
| ○オカダ・カズチカ (第59代王者)                                                             | 35分17秒 レインメーカー →片エビ固め           | 棚橋弘至● (挑戦者)                                              |
| ※王者が5度目の防衛に成功                                                                   |                                               |                                                                 |

### 2014年
| 第1試合 30分1本勝負 ■ スペシャル8人タッグマッチ                                               |                                                 | |
| 真壁刀義 永田裕志 本間朋晃 ○飯伏幸太                                                          | 07分48秒 フェニックススプラッシュ →片エビ固め   | カール・アンダーソン ドク・ギャローズ バッドラック・ファレ タマ・トンガ●                           |
| 第2試合 60分1本勝負 ■ NWA世界ジュニアヘビー級選手権試合                                       |                                                 | |
| ○チェーズ・オーエンズ (第89代王者)                                                            | 07分02秒 パッケージドライバー →エビ固め         | BUSHI● (挑戦者)                                                                                    |
| ※王者が防衛に成功                                                                             |                                                 | |
| 第3試合 60分1本勝負 ■ NWA世界タッグ選手権試合                                                 |                                                 | |
| 天山広吉 ●小島聡 (第75代王者組)                                                               | 11分22秒 キラーボム →エビ固め                   | ランス・アーチャー○ デイビーボーイ・スミスJr. (挑戦者組)                                           |
| ※挑戦者組が第76代王者組となる                                                                 |                                                 | |
| 第4試合 30分1本勝負 ■ スペシャルタッグマッチ                                                  |                                                 | |
| ○矢野通 桜庭和志                                                                              | 05分30秒 赤霧                                   | 鈴木みのる 飯塚高史●                                                                               |
| 第5試合 60分1本勝負 ■ IWGPジュニアタッグ選手権試合 3WAYマッチ                                 |                                                 | |
| ○KUSHIDA アレックス・シェリー (第38代王者組)                                                  | 18分56秒 横回転式エビ固め                       | ロッキー・ロメロ アレックス・コズロフ● (挑戦者組) マット・ジャクソン ニック・ジャクソン (挑戦者組) |
| ※王者組が3度目の防衛に成功 ※3チーム同時に試合を行い、いずれかの選手が勝利した時点で決着とする |                                                 | |
| 第6試合 60分1本勝負 ■ IWGPジュニアヘビー級選手権試合                                          |                                                 | |
| ○田口隆祐 (第69代王者)                                                                        | 12分12秒 アンクルホールド                       | エル・デスペラード● (挑戦者)                                                                       |
| ※王者が初防衛に成功                                                                           |                                                 | |
| 第7試合 60分1本勝負 ■ NEVER無差別級選手権試合                                                 |                                                 | |
| ●高橋裕二郎 (第4代王者)                                                                       | 17分48秒 垂直落下式ブレーンバスター →片エビ固め | 石井智宏○ (挑戦者)                                                                                 |
| ※挑戦者が第5代王者となる                                                                      |                                                 | |
| 第8試合 30分1本勝負 ■ スペシャルタッグマッチ                                                  |                                                 | |
| 後藤洋央紀 ○柴田勝頼                                                                          | 13分49秒 PK →片エビ固め                         | 中邑真輔 YOSHI-HASHI●                                                                              |
| 第9試合 60分1本勝負 ■ 東京ドーム・IWGPヘビー級王座挑戦権利証争奪戦                            |                                                 | |
| ○オカダ・カズチカ (権利証保持者)                                                              | 19分17秒 レインメーカー →片エビ固め             | 内藤哲也● (挑戦者)                                                                                 |
| 第10試合 60分1本勝負 ■ IWGPヘビー級選手権試合                                                 |                                                 | |
| ●AJスタイルズ (第60代王者)                                                                    | 27分04秒 ハイフライフロー →片エビ固め           | 棚橋弘至○ (挑戦者)                                                                                 |
| ※挑戦者が第61代王者となる                                                                     |                                                 | |

### 2015年
| 第1試合 20分1本勝負                                                      |                                                 |                                                                             |
| 獣神サンダー・ライガー タイガーマスク 田口隆祐 KUSHIDA ○マスカラ・ドラダ | 08分47秒 ドラダスクリュードライバー →片エビ固め | ジュース・ロビンソン 小松洋平 田中翔 デビッド・フィンレー● ジェイ・ホワイト |
| 第2試合 20分1本勝負                                                      |                                                 |                                                                             |
| ○本間朋晃                                                                | 08分55秒 こけし →片エビ固め                     | YOSHI-HASHI●                                                                |
| 第3試合 20分1本勝負                                                      |                                                 |                                                                             |
| 天山広吉 ○小島聡 永田裕志 中西学                                         | 12分12秒 ラリアット →体固め                     | 後藤洋央紀 柴田勝頼 飯伏幸太 キャプテン・ニュージャパン●                    |
| 第4試合 60分1本勝負 ■ IWGPジュニアタッグ選手権試合                       |                                                 |                                                                             |
| ○カイル・オライリー ボビー・フィッシュ (第43代王者組)                    | 15分21秒 ダブルドラゴン →片エビ固め             | ロッキー・ロメロ バレッタ● (挑戦者組)                                       |
| ※王者組が2度目の防衛に成功                                               |                                                 |                                                                             |
| 第5試合 60分1本勝負 ■ IWGPジュニアヘビー級選手権試合                     |                                                 |                                                                             |
| ○ケニー・オメガ (第72代王者)                                             | 15分26秒 片翼の天使 →エビ固め                   | マット・サイダル● (挑戦者)                                                  |
| ※王者が初防衛に成功                                                      |                                                 |                                                                             |
| 第6試合 30分1本勝負 ■ スペシャル6人タッグマッチ                          |                                                 |                                                                             |
| 中邑真輔 ○矢野通 桜庭和志                                                | 07分03秒 634からの丸め込み                      | カール・アンダーソン ドク・ギャローズ バッドラック・ファレ●                 |
| 第7試合 60分1本勝負 ■ NEVER無差別級選手権試合                            |                                                 |                                                                             |
| ●真壁刀義 (第8代王者)                                                    | 17分54秒 垂直落下式ブレーンバスター →片エビ固め | 石井智宏○ (挑戦者)                                                          |
| ※挑戦者が第9代王者となる                                                 |                                                 |                                                                             |
| 第8試合 60分1本勝負 ■ 東京ドーム・IWGPヘビー級王座挑戦権利証争奪戦       |                                                 |                                                                             |
| ○棚橋弘至 (権利証保持者)                                                 | 19分55秒 ハイフライフロー →片エビ固め           | 内藤哲也● (挑戦者)                                                          |
| 第9試合 60分1本勝負 ■ IWGPヘビー級選手権試合                             |                                                 |                                                                             |
| ○オカダ・カズチカ (第63代王者)                                           | 30分15秒 レインメーカー →片エビ固め             | AJスタイルズ● (挑戦者)                                                      |
| ※王者が初防衛に成功                                                      |                                                 |                                                                             |

### 2016年
| 第0試合 20分1本勝負 ■ テレビアニメ「タイガーマスクW」放送記念スペシャルマッチ |                                                         |                                                 |
| ○タイガーマスクW                                                              | 07分25秒 タイガードライバー →エビ固め                   | レッドデスマスク●                               |
| 第1試合 20分1本勝負                                                           |                                                         |                                                 |
| ○石井智宏 YOSHI-HASHI ウィル・オスプレイ                                      | 08分40秒 垂直落下式ブレーンバスター →片エビ固め         | アダム・コール バッドラック・ファレ 高橋裕二郎● |
| 第2試合 20分1本勝負                                                           |                                                         |                                                 |
| 真壁刀義 ○本間朋晃 田口隆祐 ボビー・フィッシュ                                | 08分10秒 こけし →体固め                                 | 矢野通 邪道 ロッキー・ロメロ● バレッタ          |
| 第3試合 30分1本勝負 ■ NJPW vs NOAH スペシャル8人タッグマッチ                  |                                                         |                                                 |
| 天山広吉 小島聡 永田裕志 ●中西学                                              | 11分49秒 豪腕ラリアット →片エビ固め                     | 潮崎豪○ マイバッハ谷口 中嶋勝彦 マサ北宮        |
| 第4試合 60分1本勝負 ■ IWGPジュニアタッグ選手権試合                            |                                                         |                                                 |
| ○マット・ジャクソン ニック・ジャクソン (第48代王者組)                         | 12分47秒 モア・バング・フォー・ユア・バック →片エビ固め | リコシェ デビッド・フィンレー● (挑戦者組)       |
| ※王者組が2度目の防衛に成功                                                    |                                                         |                                                 |
| 第5試合 60分1本勝負 ■ IWGPタッグ選手権試合                                    |                                                         |                                                 |
| ジェイ・ブリスコ ●マーク・ブリスコ (第71代王者組)                             | 13分57秒 ゲリラ・ウォーフェア →体固め                   | タマ・トンガ○ タンガ・ロア (挑戦者組)           |
| ※挑戦者組が第72代王者組となる                                                 |                                                         |                                                 |
| 第6試合 30分1本勝負 ■ スペシャル8人タッグマッチ                               |                                                         |                                                 |
| ○マイケル・エルガン 棚橋弘至 KUSHIDA ジェイ・リーサル                         | 11分42秒 エルガンボム →エビ固め                         | 内藤哲也● SANADA EVIL BUSHI                     |
| 第7試合 60分1本勝負 ■ NEVER無差別級選手権試合                                 |                                                         |                                                 |
| ○柴田勝頼 (第12代王者)                                                        | 18分09秒 胴締めスリーパーホールド →レフェリーストップ   | カイル・オライリー● (挑戦者)                    |
| ※王者が3度目の防衛に成功                                                      |                                                         |                                                 |
| 第8試合 60分1本勝負 ■ 東京ドーム・IWGPヘビー級王座挑戦権利証争奪戦            |                                                         |                                                 |
| ○ケニー・オメガ (権利証保持者)                                                | 21分52秒 片翼の天使 →エビ固め                           | 後藤洋央紀● (挑戦者)                            |
| 第9試合 60分1本勝負 ■ IWGPヘビー級選手権試合                                  |                                                         |                                                 |
| ○オカダ・カズチカ (第65代王者)                                                | 28分00秒 レインメーカー →片エビ固め                     | 丸藤正道● (挑戦者)                              |
| ※王者が初防衛に成功                                                           |                                                         |                                                 |

### 2017年
| 第1試合 20分1本勝負 |                                         |                                       |
| ●バッドラック・ファレ 高橋裕二郎 レオ・トンガ | 06分44秒 横入り式エビ固め               | SANADA BUSHI○ 高橋ヒロム              |
| 第2試合 20分1本勝負 |                                         |                                       |
| 後藤洋央紀 ○矢野通 | 09分18秒 リングアウト                   | 鈴木みのる● ザック・セイバーJr.       |
| 第3試合 60分1本勝負 ■ IWGPジュニアタッグ選手権試合 |                                         |                                       |
| 田口隆祐 ●リコシェ (第53代王者組) | 14分25秒 3K →エビ固め                   | YOH○ SHO (挑戦者組)                   |
| ※挑戦者組が第54代王者組となる |                                         |                                       |
| 第4試合 60分1本勝負 ■ IWGPタッグ選手権試合 3WAYトルネードイリミネーションマッチ                                                                                                   |                                         |                                       |
| ○ランス・アーチャー デイビーボーイ・スミス・Jr. (第78代王者組) ハンソン● レイモンド・ロウ (挑戦者組)                                                                              | 16分10秒 キラーボム →体固め             | タマ・トンガ タンガ・ロア (挑戦者組)  |
| ※王者組が初防衛に成功 ※○スミス（12分43秒 キラーボム→エビ固め）タンガ● ※3チーム同時にノータッチルールで試合を行い、最後まで残ったチームを勝者とし、反則&場外カウントも、なしとする |                                         |                                       |
| 第5試合 30分1本勝負 |                                         |                                       |
| YOSHI-HASHI バレッタ ●邪道 | 13分42秒 クロスフェースチキンウィング   | ケニー・オメガ Cody マーティ・スカル○ |
| 第6試合 30分1本勝負 |                                         |                                       |
| 棚橋弘至 ●真壁刀義 | 10分26秒 パルプフリクション →片エビ固め | 飯伏幸太 ジュース・ロビンソン○        |
| 第7試合 60分1本勝負 ■ IWGPジュニアヘビー級選手権試合 |                                         |                                       |
| ●KUSHIDA (第77代王者) | 15分32秒 オスカッター →片エビ固め       | ウィル・オスプレイ○ (挑戦者)          |
| ※挑戦者が第78代王者となる |                                         |                                       |
| 第8試合 60分1本勝負 ■ 東京ドーム・IWGPヘビー級王座挑戦権利証争奪戦 |                                         |                                       |
| ○内藤哲也 (権利証保持者) | 23分56秒 デスティーノ →片エビ固め       | 石井智宏● (挑戦者)                    |
| 第9試合 60分1本勝負 ■ IWGPヘビー級選手権試合 |                                         |                                       |
| ○オカダ・カズチカ (第65代王者) | 33分26秒 レインメーカー →片エビ固め     | EVIL● (挑戦者)                        |
| ※王者が8度目の防衛に成功 |                                         |                                       |

### 2018年
| 第1試合 60分1本勝負 ■ IWGPジュニアタッグ選手権試合                                           |                                               |                                                          |
| 金丸義信 ○エル・デスペラード (第57代王者組)                                                  | 9分51秒 ピンチェ･ロコ→片エビ固め              | 獣神サンダー・ライガー タイガーマスク● (挑戦者組)        |
| ※王者組が4度目の防衛に成功                                                                   |                                               |                                                          |
| 第2試合 20分1本勝負                                                                          |                                               |                                                          |
| ○真壁刀義 本間朋晃                                                                           | 10分20秒 キングコング･ニードロップ→片エビ固め | ジュース・ロビンソン トーア・ヘナーレ●                   |
| 第3試合 20分1本勝負                                                                          |                                               |                                                          |
| マット・ジャクソン ニック・ジャクソン ハングマン・ペイジ ●チェーズ・オーエンズ               | 12分06秒 キルショット→片エビ固め              | バッドラック・ファレ タマ・トンガ○ タンガ・ロア 石森太二 |
| 第4試合 30分1本勝負                                                                          |                                               |                                                          |
| 石井智宏 後藤洋央紀 ○ウィル・オスプレイ                                                      | 12分10秒 ストームブレイカー→片エビ固め        | 鈴木みのる タイチ● 飯塚高史                              |
| 第5試合 30分1本勝負                                                                          |                                               |                                                          |
| オカダ・カズチカ 矢野通 YOH ●SHO                                                             | 9分30秒 ラスト・オブ・ザ・ドラゴン→片エビ固め | 内藤哲也 SANADA BUSHI 鷹木信悟○                          |
| 第6試合 30分1本勝負 ■ スペシャルシングルマッチ                                               |                                               |                                                          |
| △EVIL                                                                                        | 無効試合                                      | ザック・セイバーJr.△                                     |
| 第7試合 60分1本勝負 ■ 第82代IWGPジュニアヘビー級王座決定戦                                   |                                               |                                                          |
| ○KUSHIDA                                                                                     | 18分33秒 バックトゥザフューチャー→片エビ固め  | マーティ・スカル●                                        |
| ※KUSHIDAが第82代新チャンピオンとなる                                                         |                                               |                                                          |
| 第8試合 60分1本勝負 ■ 東京ドーム・IWGPヘビー級王座挑戦権利証争奪戦                           |                                               |                                                          |
| ○棚橋弘至 (権利証保持者/G1 CLIMAX 28優勝者)                                                  | 20分40秒 首固め                               | ジェイ・ホワイト● (チャレンジャー)                       |
| ※棚橋が権利証の防衛に成功                                                                    |                                               |                                                          |
| 第9試合 60分1本勝負 ■ IWGPヘビー級選手権試合3WAYマッチ                                       |                                               |                                                          |
| ○ケニー・オメガ (第66代王者)                                                                 | 34分13秒 片翼の天使→片エビ固め                | Cody (挑戦者) 飯伏幸太● (挑戦者)                         |
| ※王者が3度目の防衛に成功 ※3選手同時に試合を行い、いずれかの1選手が勝利した時点で決着とする。 |                                               |                                                          |

### 2019年
| 第1試合 30分1本勝負 ■ エル・デスペラード復帰戦                                                  |                                          |                                              |
| YOH ●SHO                                                                                        | 10分44秒 ピンチェ・ロコ→体固め           | エル・デスペラード○ 金丸義信                 |
| 第2試合 30分1本勝負 ■ 棚橋弘至デビュー20周年記念試合Ⅳ                                           |                                          |                                              |
| ○棚橋弘至 本間朋晃                                                                              | 9分43秒 ハイフライフロー→片エビ固め      | 真壁刀義 矢野通●                             |
| 第3試合 30分1本勝負                                                                             |                                          |                                              |
| 内藤哲也 ○鷹木信悟                                                                              | 9分00秒 反則                             | タイチ DOUKI●                                |
| 第4試合 60分1本勝負 ■ スペシャルシングルマッチ                                                  |                                          |                                              |
| ●獣神サンダー・ライガー                                                                         | 17分38秒 ゴッチ式パイルドライバー→体固め | 鈴木みのる○                                  |
| 第5試合 60分1本勝負 ■ IWGPジュニアヘビー級選手権試合                                            |                                          |                                              |
| ○ウィル・オスプレイ (第85代王者)                                                                | 27分58秒 ストームブレイカー→片エビ固め   | エル・ファンタズモ● (挑戦者 / SJC2019優勝者) |
| ※オスプレイが2度目の防衛に成功                                                                  |                                          |                                              |
| 第6試合 30分1本勝負                                                                             |                                          |                                              |
| ○後藤洋央紀 石井智宏 YOSHI-HASHI                                                                | 12分27秒 GTR→片エビ固め                  | ジェイ・ホワイト KENTA 高橋裕二郎●           |
| 第7試合 60分1本勝負 ■ 第7代IWGP USヘビー級王座決定戦 ノーDQマッチ                               |                                          |                                              |
| ○ランス・アーチャー                                                                             | 14分58秒 EBDクロー                       | ジュース・ロビンソン●                        |
| ※アーチャーが第7代IWGP USヘビー級王者となる ※反則裁定なし。その他は通常のプロレスルールとする。 |                                          |                                              |
| 第8試合 60分1本勝負 ■ 東京ドーム・IWGPヘビー級王座挑戦権利証争奪戦                              |                                          |                                              |
| ○飯伏幸太 (権利証保持者/G1 CLIMAX 29優勝者)                                                     | 24分05秒 カミゴェ→片エビ固め             | EVIL● (チャレンジャー)                       |
| 第9試合 60分1本勝負 ■ IWGPヘビー級選手権試合                                                    |                                          |                                              |
| ○オカダ・カズチカ (第69代王者)                                                                  | 36分21秒 レインメーカー→片エビ固め       | SANADA● (挑戦者)                             |
| ※オカダが4度目の防衛に成功                                                                      |                                          |                                              |